# Muricella tuberculata
Muricella tuberculata is een zachte koraalsoort uit de familie Acanthogorgiidae. De koraalsoort komt uit het geslacht Muricella. Muricella tuberculata werd in 1791 voor het eerst wetenschappelijk beschreven door Esper. 